# Matnog
Matnog (Bayan ng Matnog) är en kommun i Filippinerna. Kommunen ligger på ön Luzon, och tillhör provinsen Sorsogon. Folkmängden uppgår till 41 101 invånare år 2015.

## Barangayer
Matnog är indelat i 40 barangayer.
| - Balocawe - Banogao - Banuangdaan - Bariis - Bolo - Bon-Ot Big - Bon-Ot Small - Cabagahan - Calayuan - Calintaan - Caloocan (Pob.) - Calpi - Camachiles (Pob.) - Camcaman (Pob.) | - Coron-coron - Culasi - Gadgaron - Genablan Occidental - Genablan Oriental - Hidhid - Laboy - Lajong - Mambajog - Manjumlad - Manurabi - Naburacan - Paghuliran | - Pangi - Pawa - Poropandan - Santa Isabel - Sinalmacan - Sinang-Atan - Sinibaran - Sisigon - Sua - Sulangan - Tablac (Pob.) - Tabunan (Pob.) - Tugas |